# Wynnea gigantea
Wynnea gigantea är en svampart som beskrevs av Berk. & M.A. Curtis 1867. Wynnea gigantea ingår i släktet Wynnea och familjen Sarcoscyphaceae. Inga underarter finns listade i Catalogue of Life.